# Paul Desjardins (architecte)
Pour les articles homonymes, voir Desjardins et Paul Desjardins (homonymie).
Paul Desjardins, né à Lyon le 27 novembre 1847 et mort dans la même ville le 15 mai 1925, est un architecte français, fils de l'architecte Tony Desjardins.

## Biographie

### Formation
Paul Desjardins apprend son métier au sein de l'agence de son père, le cabinet Desjardins-Cateland.

### Activité professionnelle
Il exerce son activité d'architecture de 1868 jusque dans les années 1920.
Durant les premières années, il intègre l'atelier de Charles-Auguste Questel, de 1869 à 1873. Puis il revient à Lyon et travaille aux côtés de son père de 1873 à 1882. En 1874, il surveille le chantier de l'École nationale vétérinaire de Lyon (bâtiment dit « Clos des Deux-Amants »), sous la direction de Louis Sainte-Marie-Perrin. En 1878, il dirige les travaux de la porterie et des parloirs du séminaire diocésain (devenu depuis lycée de Saint-Just).
Il est également inspecteur des édifices diocésains, porté par la recommandation de Joseph Auguste Émile Vaudremer. À partir de 1892, il devient membre du Conseil départemental des bâtiments civils du Rhône.
À la mort d'Henri Révoil, il postule sans succès pour le poste d'architecte diocésain. Toutefois, le ministre des cultes l'autorise à assurer l'intérim durant la recherche d'un successeur à Révoil.
En 1915, il est architecte des bâtiments de France.

## Réalisations
Il est notamment connu pour les travaux qu'il mène, d'abord de concert avec son père, puis seul, sur la cathédrale Saint-Jean. Il y travaille notamment à la réfection de la galerie extérieure, entreprise en 1890.
Il est également, toujours avec con père, le maître d'œuvre de la construction de l'église Saint-André, à La Guillotière (1859-1901), édifice chiffré en 1859 à 500 761 francs, dont la nef est large de dix mètres et haute de dix-huit sous voûte (seize mètres dans les bas-côtés) et sont structurés par un complexe jeu d'arcs-boutants intérieurs.
Entre 1901 et 1903, il entreprend sous la conduite de Mgr Caverot la réfection de l'aile nord du palais épiscopal, construite par Soufflot, mais ces travaux sont interrompus après que la Loi de séparation a chassé l'évêque de son évêché.